# Le Primatice
Francesco Primaticcio, dit le Primatice (né en 1503 à Bologne, alors dans les États pontificaux, et mort à Paris en 1570), est un peintre, architecte et sculpteur italien de la Renaissance tardive.

## Biographie
Francesco Primaticcio fut probablement formé par Innocenzo da Imola et Bartolommeo Ramenghide  dit Bagnacavallo. Il fut ensuite, à Mantoue, l’élève de Giulio Romano où il travailla à la décoration du Palais du Te, expérience fondatrice au cours de sa formation.
Entre 1531 et 1532, probablement sous la recommandation du même Giulio Romano, il entre au service de François Ier en France, où il est l'un des maîtres de la première École de Fontainebleau.
Créateur génial aux talents multiples, il consacre l'essentiel de sa vie à servir par son œuvre la France et ses rois, de François Ier à Charles IX (dynastie des Valois).

Primatice part à 22 ans pour Mantoue, la cité de Frédéric II de Gonzague. Il y devient l’assistant de Giulio Romano, l’un des plus talentueux héritiers de Raphaël, au Palais Te.

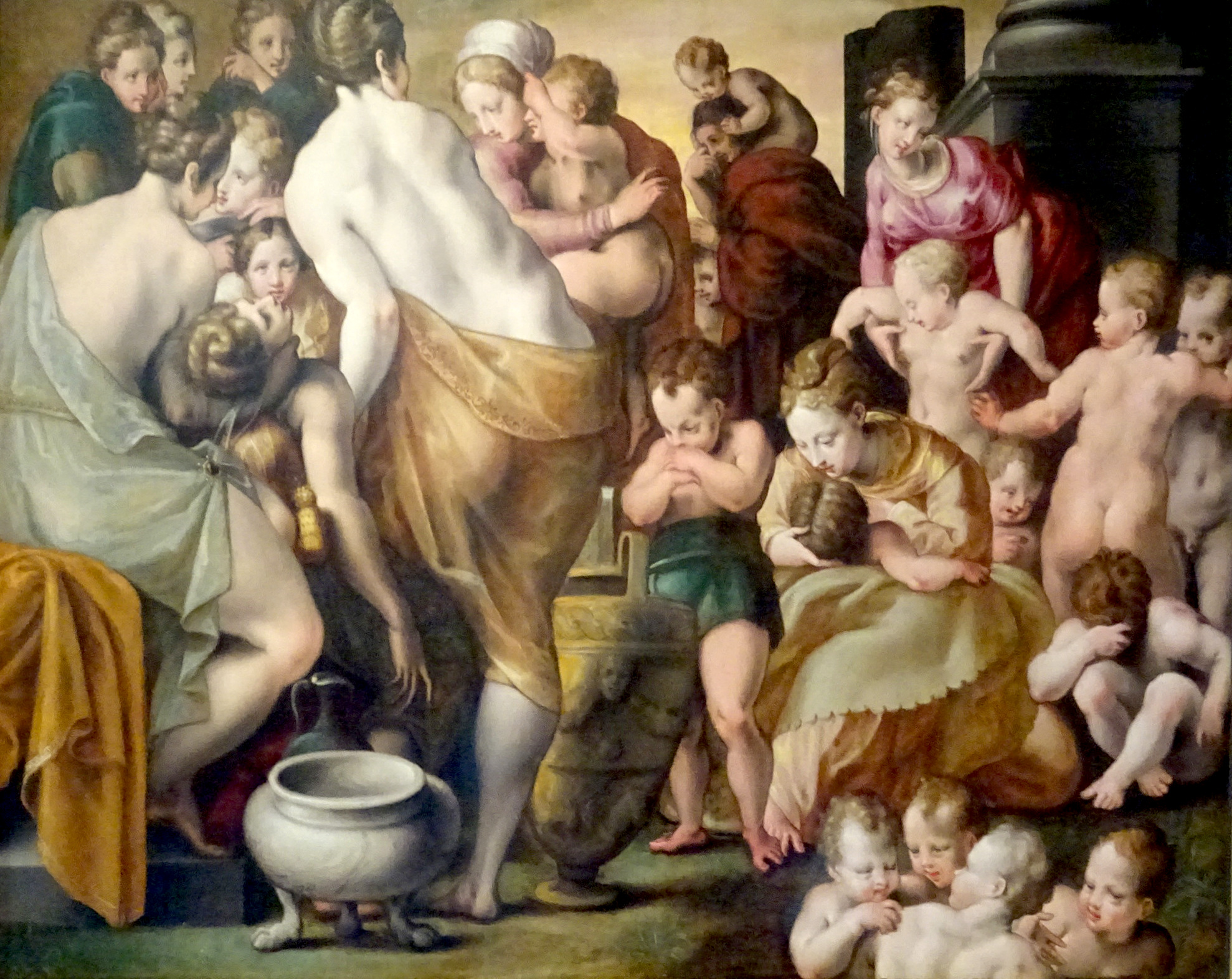
Andromaque apprenant la mort d'Hector, copie anonyme d'après une peinture perdue de Primatice, Château d’Azay-le-Rideau, Val de Loire

En 1532, Primatice arrive comme substitut de Giulio Romano auprès de François Ier, à qui il présente les modèles de son maître pour la Tenture de Scipion l’Africain.
Le roi de France envoie alors Primatice à Bruxelles superviser la transcription de ces petits patrons à l’échelle définitive.
La destinée du peintre bolonais est dès lors liée à celle des derniers Valois.
Il retrouve à la cour de France un autre italien, Rosso Fiorentino, arrivé en 1530 sur la recommandation de l’Arétin.
Fontainebleau est alors un centre artistique en pleine effervescence.
Sous la direction du Florentin, une vaste équipe d’artistes œuvre à la décoration de la galerie François Ier, tandis que Primatice est chargé de celle des appartements royaux.
La mort soudaine de Rosso en 1540 laisse le champ libre pour trente ans à Primatice. Rival autoritaire et affiché du peintre florentin, il supprime à sa mort, sous prétexte d'agrandissement ou de sa prédilection pour la sculpture en piédestal, nombre de ses œuvres décoratives.
Primatice est un des maîtres incontestés de l’École de Fontainebleau, le premier à mettre en scène la Cour.

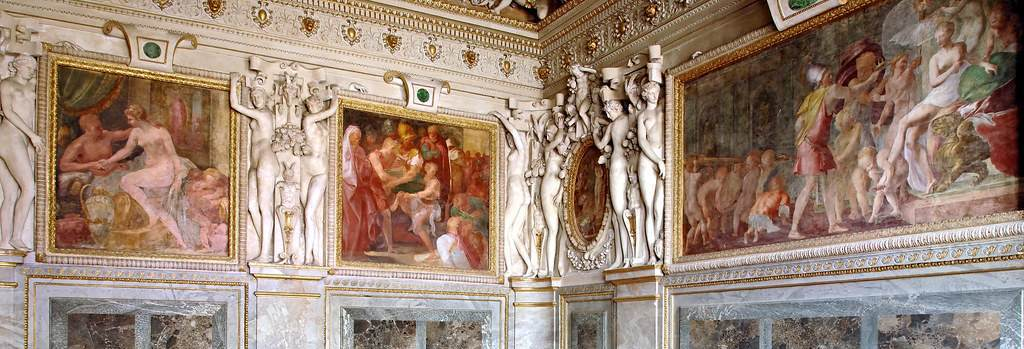
Décors de Primatice pour les appartements de la Duchesse d'Étampes à Fontainebleau - (1541-1544)

Il imagine fêtes et mascarades, multiplie les décors intérieurs (la Galerie Basse, l’Appartement des Bains, la chambre de la duchesse d'Étampes, le cabinet du roi, etc.) mais aussi dans le jardin du château de Fontainebleau (pavillon de Pomone, fontaine d'Hercule, grotte des Pins).
Le chantier de la Galerie d’Ulysse s’ouvre dans les années 1540 et se poursuit au-delà de la mort de son concepteur, en 1570. La galerie ayant été détruite en 1738, du travail de Primatice ne nous sont parvenues que des gravures.

Au cours de séjours réguliers en Italie, il fait venir des œuvres antiques ou leurs moulages, et importe les dernières inventions du maniérisme italien.

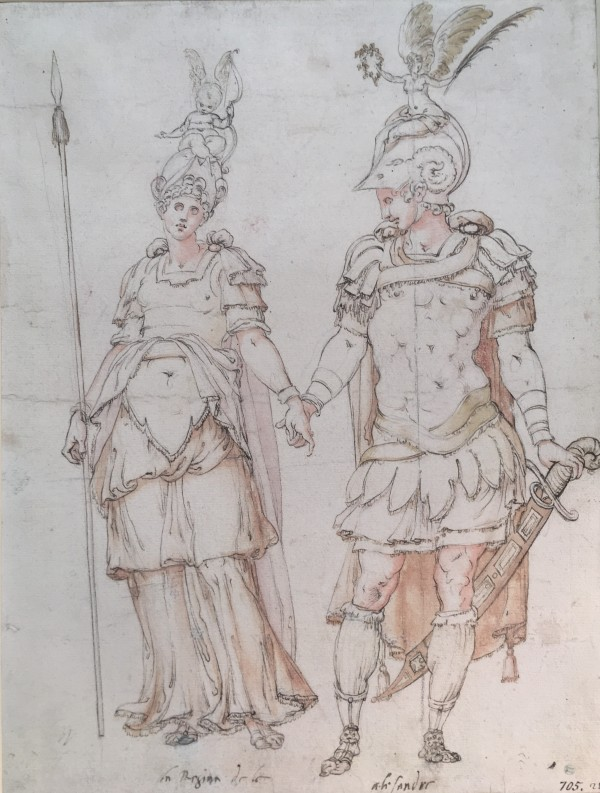
Dessin d'Alexandre et Thalestris conservé au Nationalmuseum de Stockholm

Sous le règne d’Henri II, les réalisations se multiplient dans le domaine de la sculpture funéraire (tombeau des Guise, urne du cœur de François Ier…). À Fontainebleau, il dirige Nicolò dell’Abate dans la décoration de la Salle de Bal.
Deux jours après la mort d'Henri II en 1559, Catherine de Médicis remercie Philibert Delorme, protégé de Diane de Poitiers, et confie les travaux au Primatice qui devient surintendant des maisons royales le 12 juillet 1559.
Il consacre principalement ses dernières années au monument funéraire d’Henri II et à la rotonde des Valois à Saint-Denis.
Peintre du roi, à la fois dessinateur, sculpteur, architecte, le Primatice fait évoluer l’art en introduisant en France le raffinement et le maniérisme italiens, l'héroïsme épique (en référence permanente à la mythologie, dieux et héros) créant ainsi un style personnel, un style primaticien, dont l'influence va gagner toute l'Europe.
Beaucoup de ses peintures, décors et costumes ont disparu mais il reste une très grande collection de ses dessins préparatoires.
À sa mort, le 14 septembre 1570, le Primatice est remplacé par Tristan de Rostaing au poste de surintendant des maisons royales.

## Œuvre
Située dans l’aile sud du château de Fontainebleau, la Galerie d'Ulysse formait une grande promenade menant de la terrasse du Pavillon des Poêles au jardin de l’étang et aboutissait à un escalier ouvrant directement sur la grotte des Pins. La réalisation de son décor prit plus de trente ans, commencée sous le règne de François Ier et terminée sous celui de Charles IX en 1571.
Sans aucune reconnaissance esthétique ou souci de préservation du patrimoine, mais par la volonté de construction de nouveaux logements pour la Cour, Louis XV ordonne que les cent-cinquante mètres de galerie peinte à fresque par les maîtres italiens soit purement détruite.

L'Enlèvement d'Hélène (1530-1539, Bowes Museum, Angleterre).
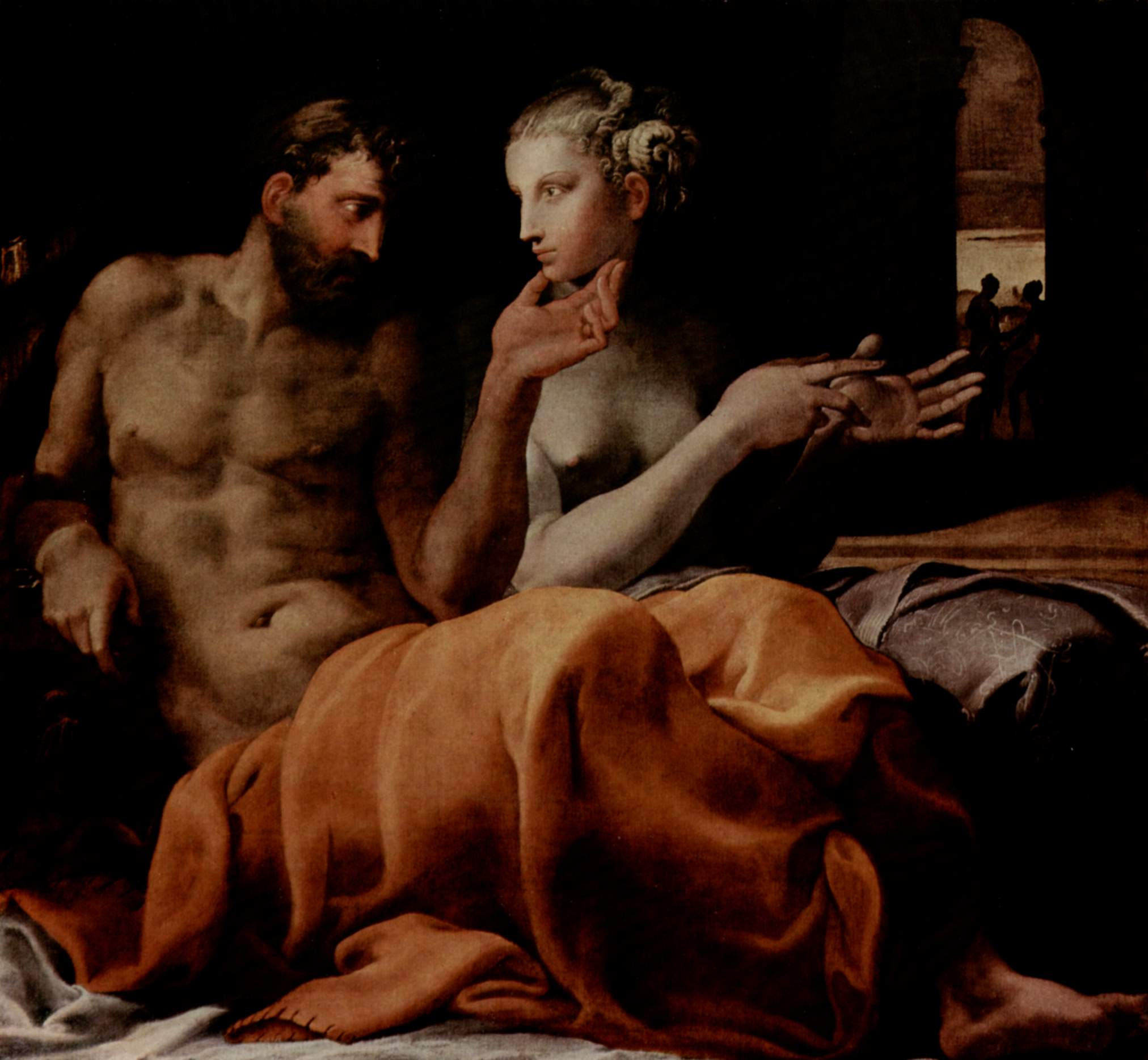
Ulysse et Pénélope (vers 1563, New York).
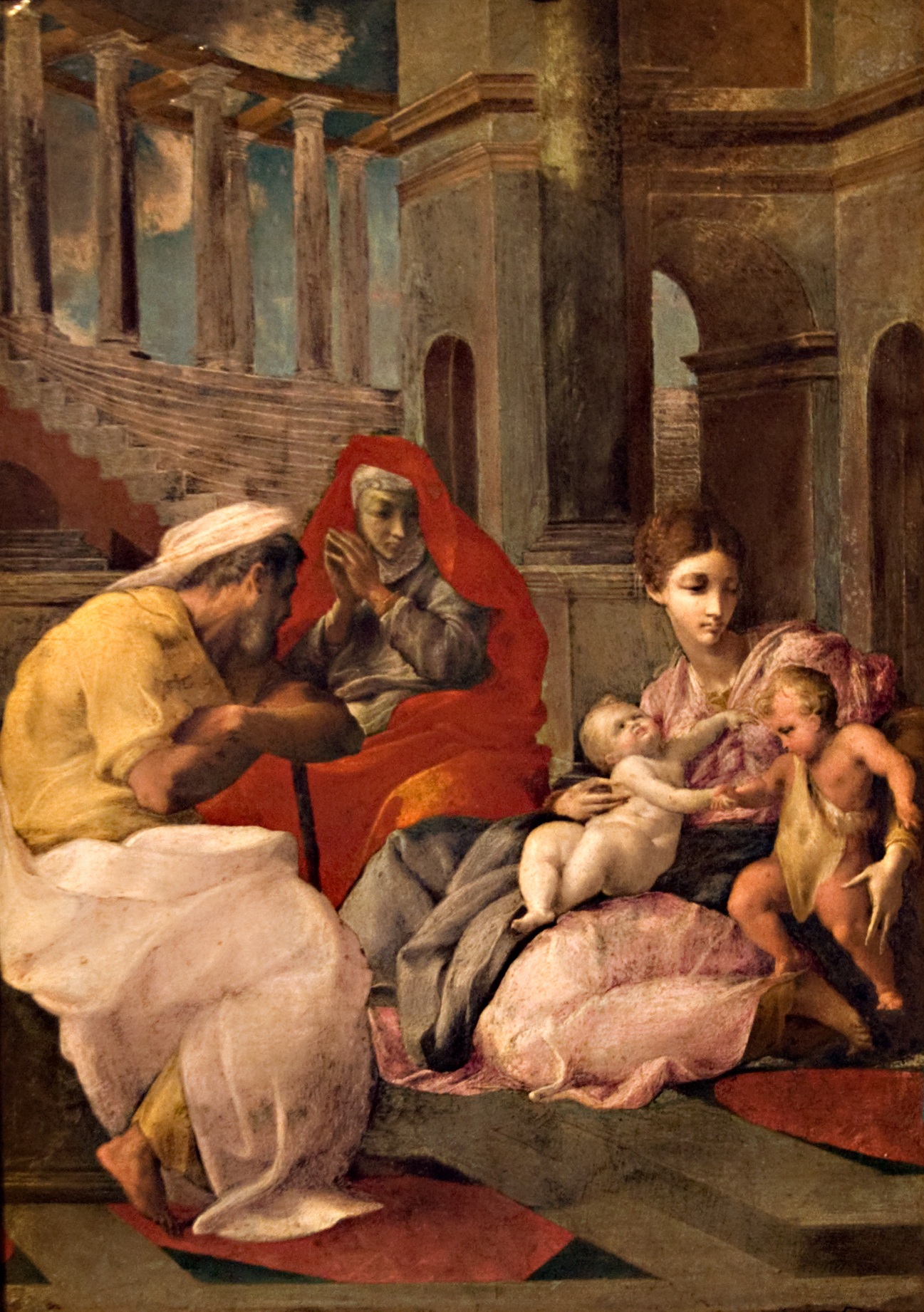
La Sainte Famille avec Sainte Elisabeth et Saint Jean Baptiste (Musée de l'Hermitage).
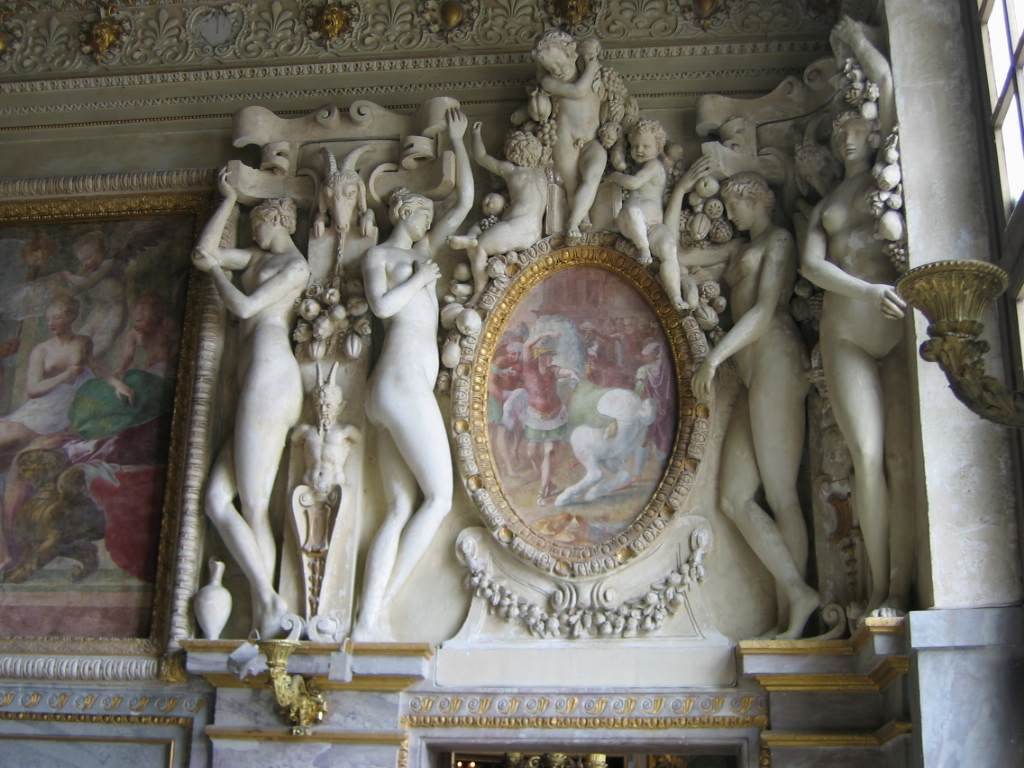
Alexandre domptant Bucéphale du Primatice, ancienne Chambre de la Duchesse d'Étampes (Fontainebleau, 1552).
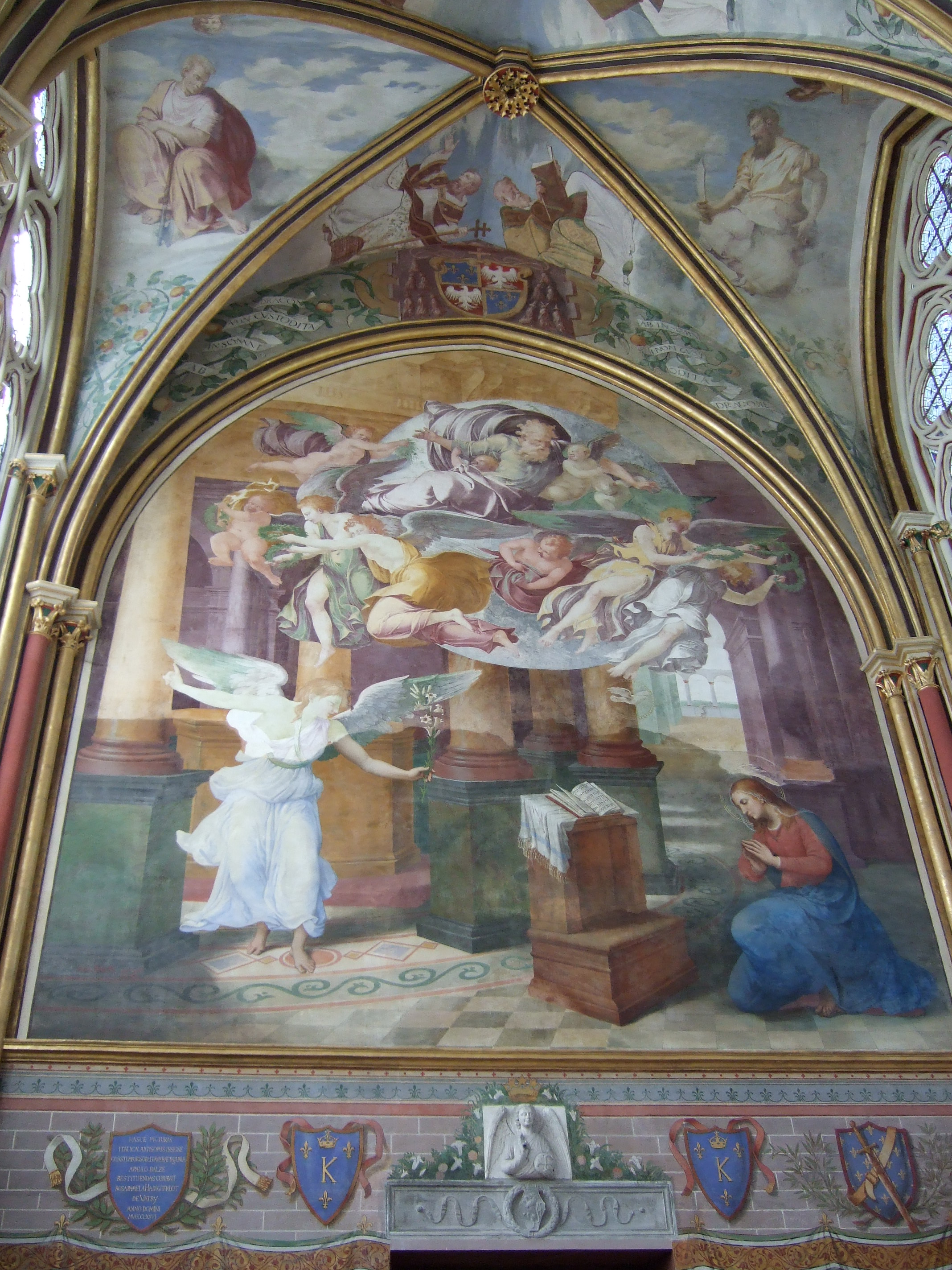
Annonciation sur la contre-façade de l'Abbaye de Chaalis vers 1544.
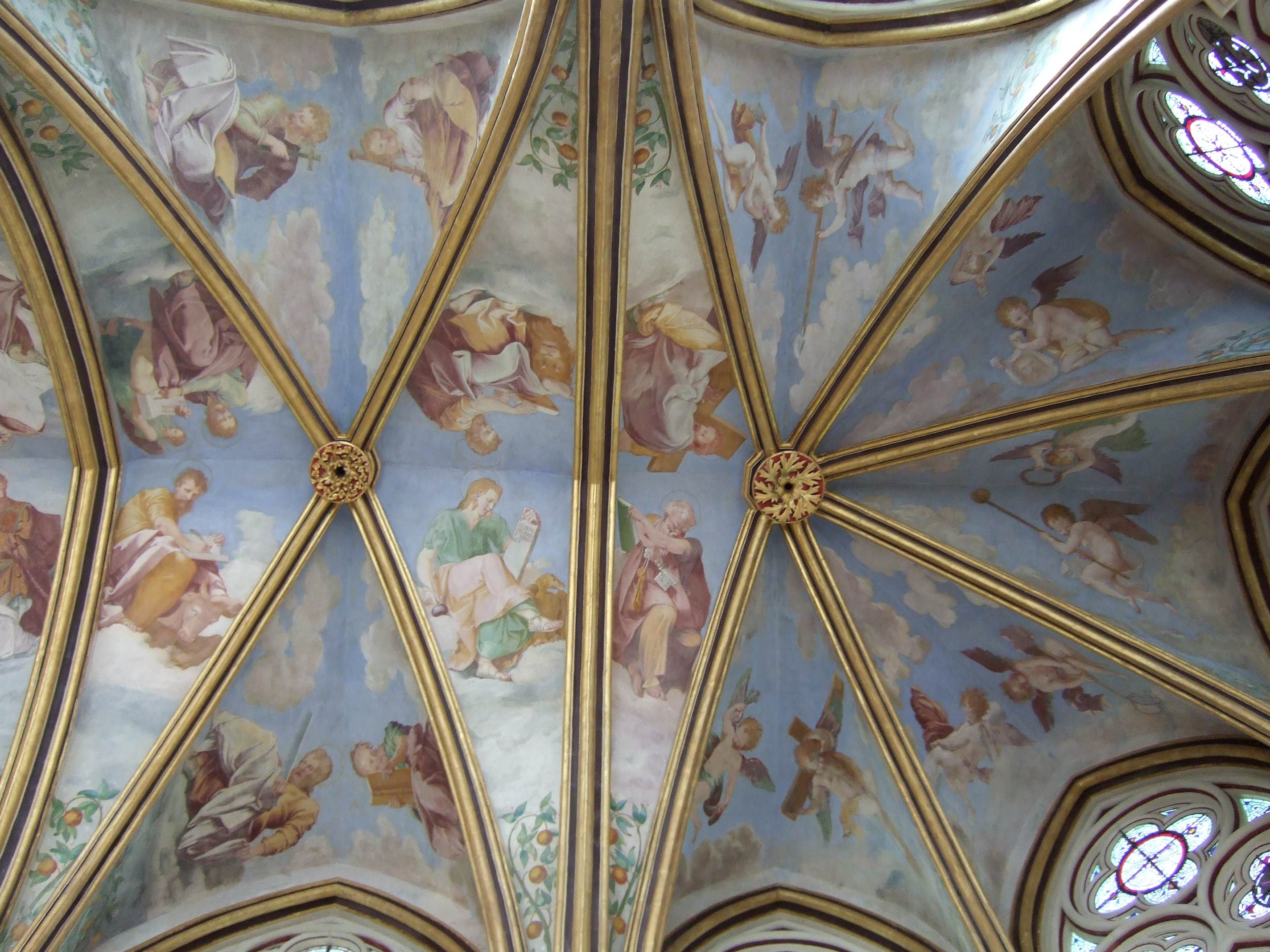
Les apôtres sur la voûte de la nef de l'Abbaye de Chaalis vers 1544.
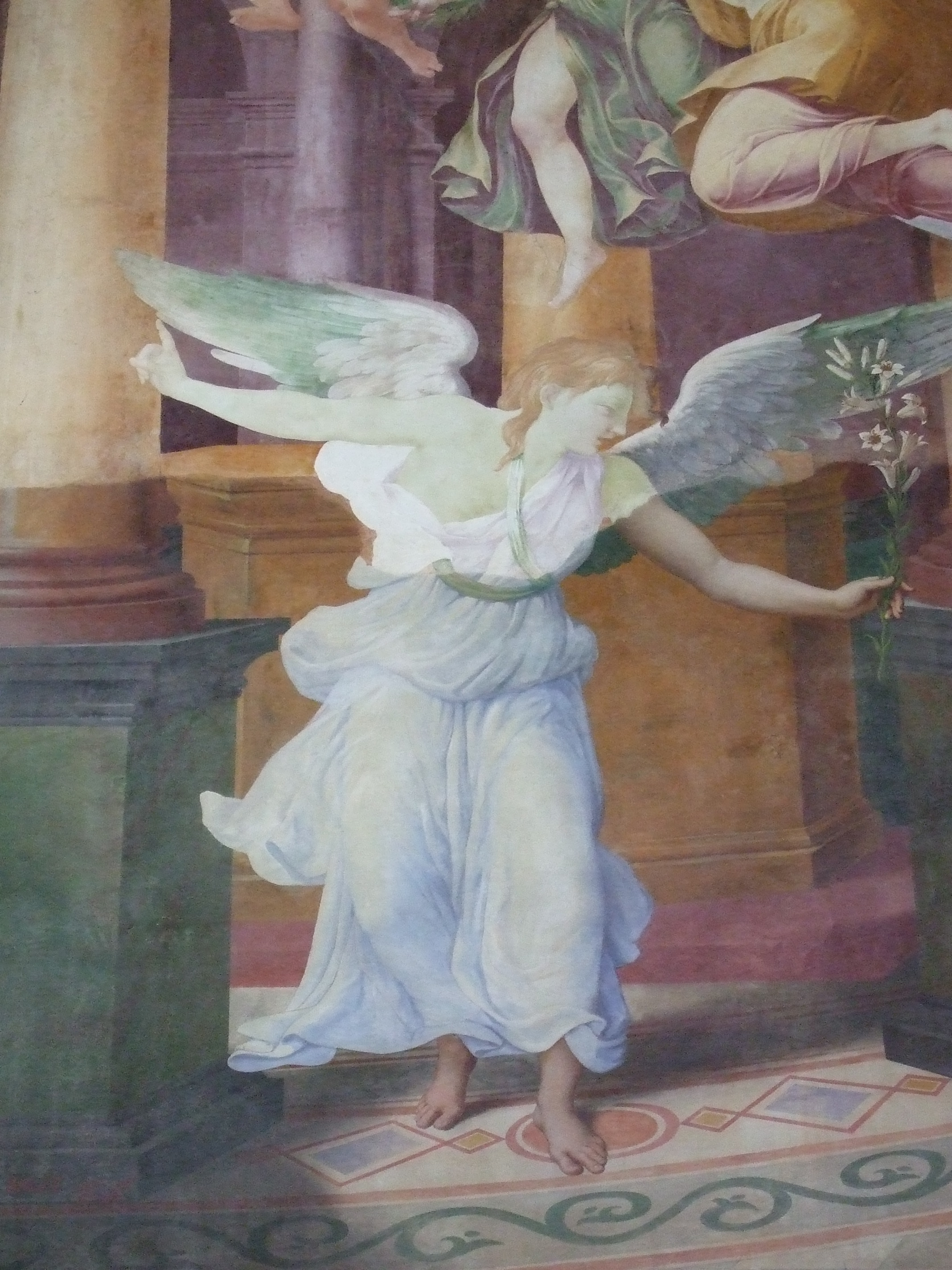
L'ange de l'Annonciation de l'Abbaye de Chaalis vers 1544.
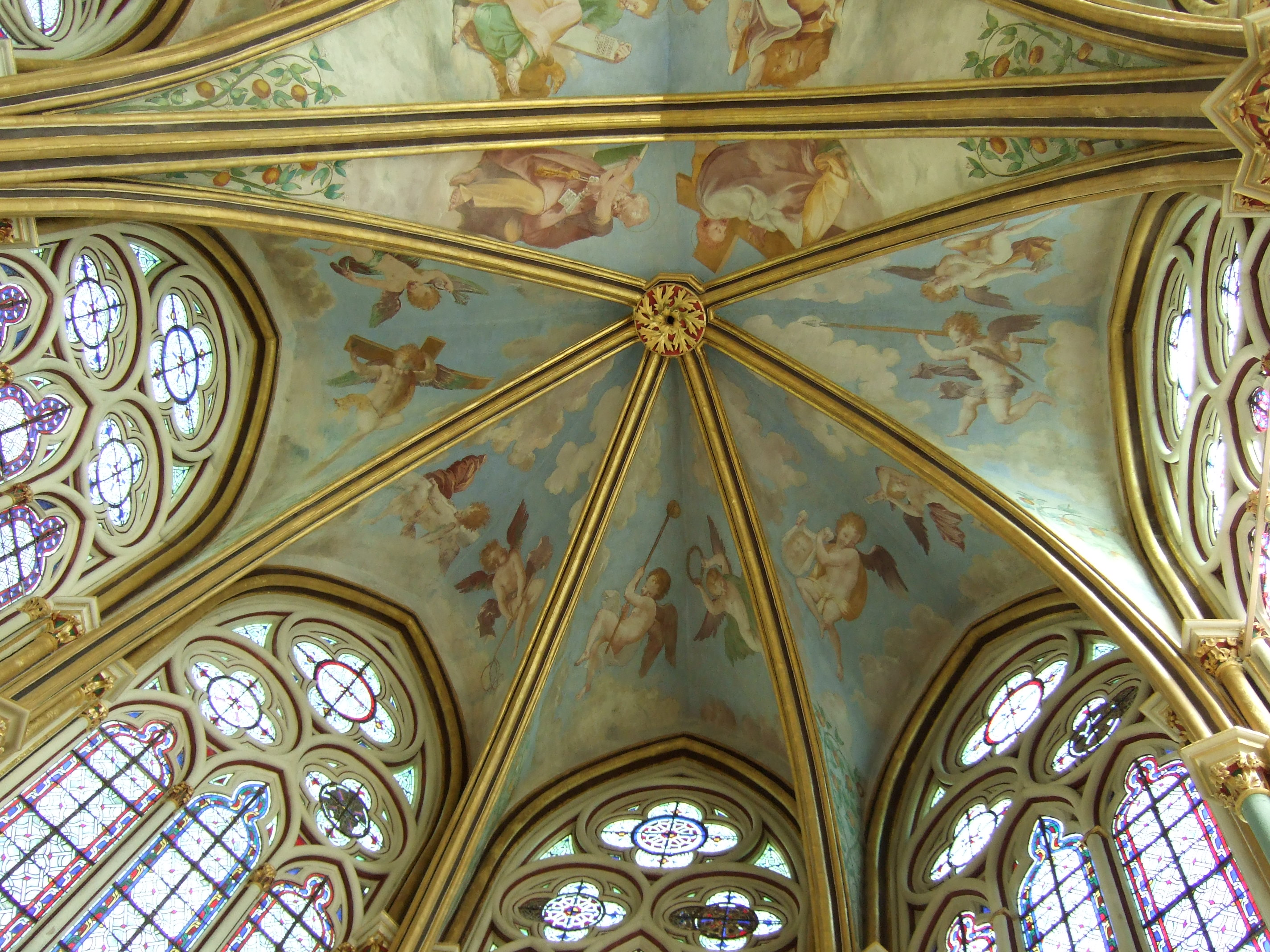
Les instruments de la passion sur les voûtains du chœur de l'Abbaye de Chaalis vers 1544.

### Peintures
- Autoportrait, huile sur toile, Galerie des Offices, Florence[3].
- L'Enlèvement d'Hélène[4], 1530-1539, huile sur toile, 155 × 188 cm, Bowes Museum
- La Sainte Famille[5], 1541-5143, huile sur ardoise, 43,5 × 31 cm, Musée de l’Ermitage, Saint-Pétersbourg[6].
- Ulysse et Pénélope, v. 1545, huile sur toile, Musée d'art de Toledo
- Diane de Poitiers en Diane chasseresse, 1556, Château de Chenonceau, Chenonceaux

#### La Décoration de l'Abbaye de Chaalis
En 1541, Hippolyte d'Este lui commande la réalisation de peintures pour les murs de sa chapelle. Ces fresques, achevées en 1544, ont longtemps été attribuées par erreur à Nicolò dell'Abbate.
- La contre-façade supporte une représentation de l'Annonciation, surmontée du blason du commanditaire, lui-même encadré par les rameaux portant les pommes d'or du jardin des Hespérides.
- Les peintures de la voûte de la nef représentent les Pères de l'Église, les apôtres et les évangélistes, témoins de l'Incarnation.
- Les cinq voûtains du chœur comportent des angelots présentant les instruments de la Passion.

Les dessins préparatoires sont conservés au Musée du Louvre.
Cependant, un doute subsiste encore sur la part attribuée à la main du maître et à celles de ses assistants,.

### Dessins préparatoires

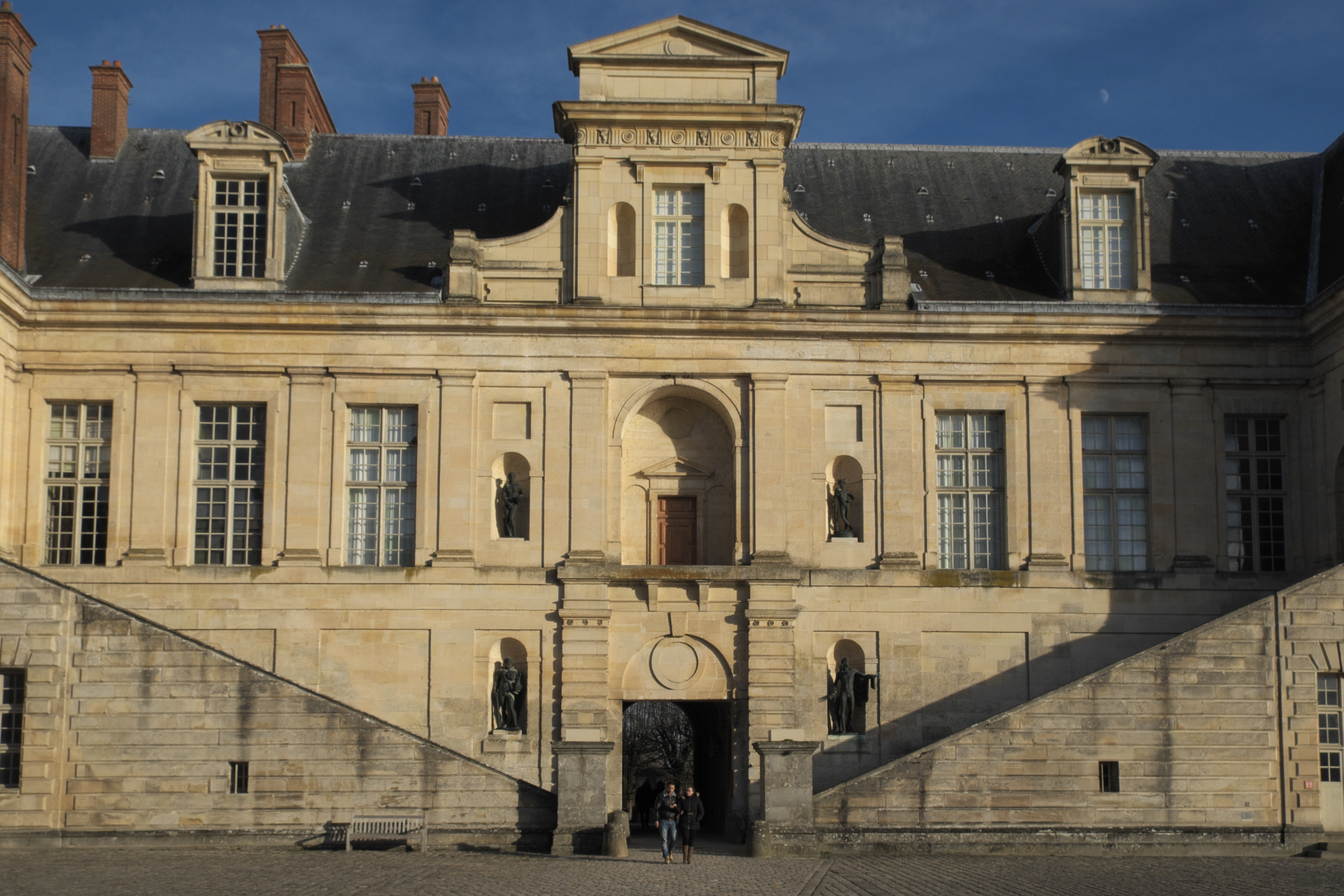
Aile de la Belle Cheminée du château de Fontainebleau.

#### Décoration du château de Fontainebleau
- Façade de l'aile de la Belle Cheminée du château de Fontainebleau, bâtie entre 1565 et 1571 à la demande de Catherine de Médicis[9].

- La Porte Dorée ornée en 1534 de deux scènes de l’Histoire d'Hercule, et de six scènes, dont plusieurs tirées de l’Iliade. Beaucoup des dessins préparatoires sont conservés au Musée du Louvre mais aussi dans d'autres musées[3].

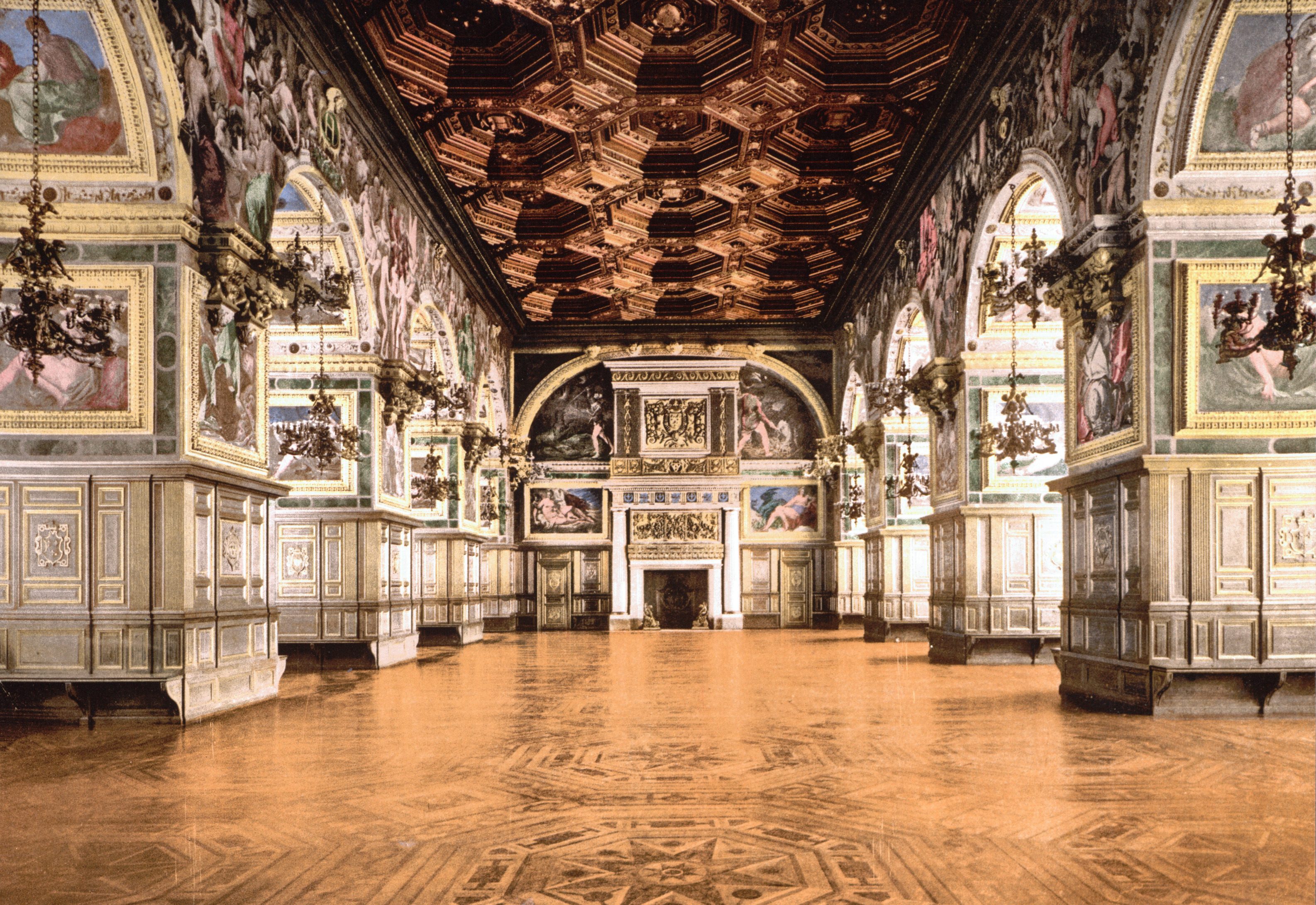
La Salle de bal à Fontainebleau

- La Salle de bal à FontainebleauLes Bains aménagés, en 1534, au rez-de-chaussée de l'aile qui porte aujourd'hui son nom, furent décorés de stucs, de grotesques et de fresques, dont certaines étaient dues au Primatice. Des dessins conservés au Musée du Louvre et aux Offices de Florence.
- Le Cabinet du Roi (1543-1545), décoré à partir de dessins de Primatice, consistaient en représentation de Héros et de Vertus, associés par couple sur les portes des armoires. Deux tableaux de mêmes dimensions étaient accrochés l’un au-dessus de l’autre sur la cheminée : Le Maître de la Maison de Joseph faisant fouiller les bagages de ses frères et Les Cyclopes fabriquant les armes des amours dans la forge de Vulcain[3],[10]. Devenu grand cabinet en 1737, la pièce est aujourd'hui décorée dans le style Louis XV. Il nous reste les études préparatoire du Primatice[3] conservées au Louvre.
- Le Plafond du Cabinet du Roi qui a été modifié au fil du temps en fonction de l’agrandissement de la pièce, a toujours été un plafond à caisson. Les remaniements n’ont pas empêché que, de réfection en réfection, l’iconographie du décor de la pièce ait été maintenue. L’actuel plafond peint par François Boucher en 1751 reprend la découpe et le sujet d’une composition de Primatice, datant de 1561 connue par deux dessins (La Course des chars du Soleil et de la Lune)[3].La Ronde des heures
Pour la Galerie d'Ulysse
Städel, Francfort-sur-le-Main

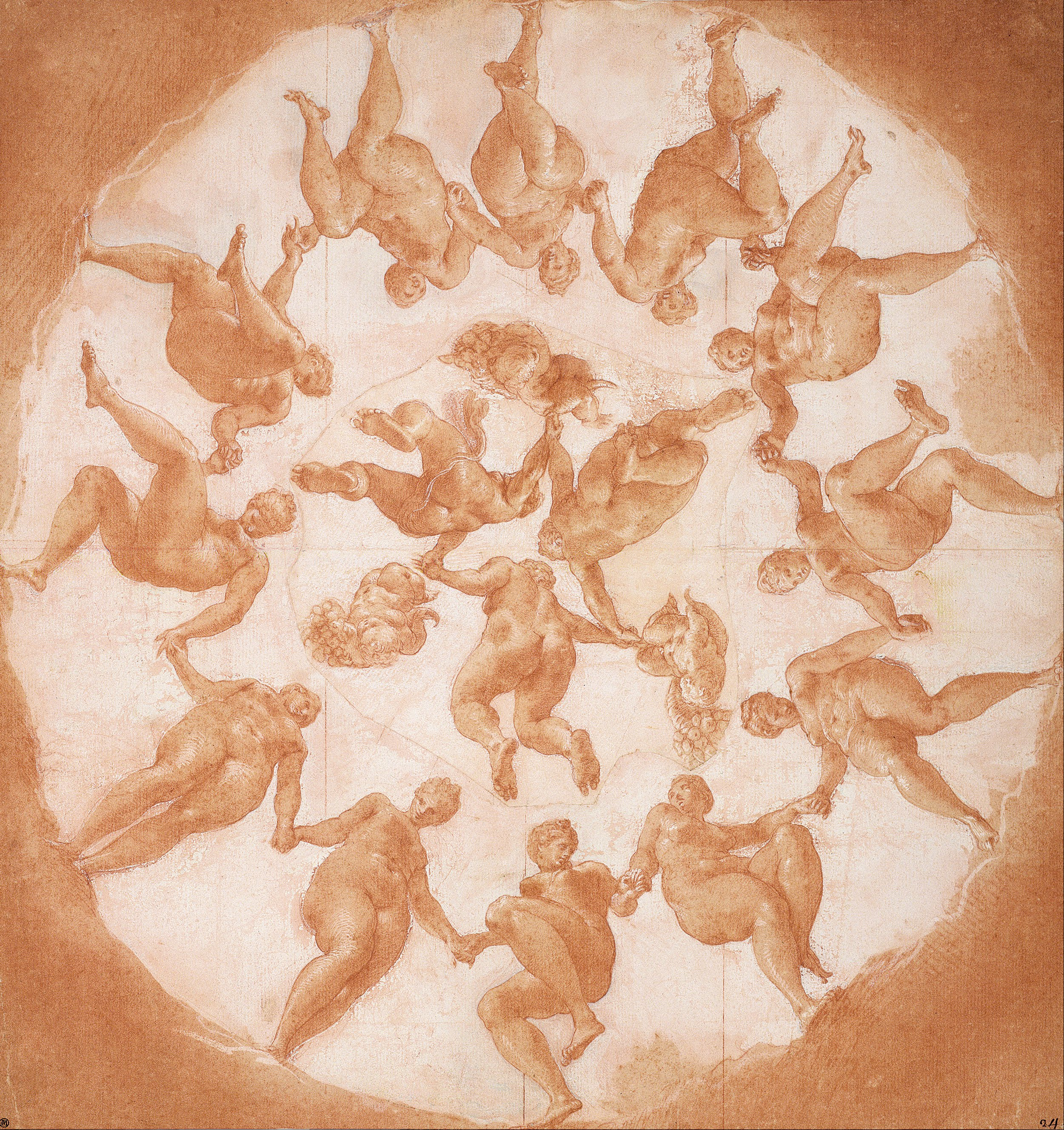
La Ronde des heures
Pour la Galerie d'Ulysse
Städel, Francfort-sur-le-Main

- La Galerie d'Ulysse (1545-1546) comportait près de 58 tableaux connus aujourd'hui par les dessins préparatoires du Primatice conservés principalement au Musée du Louvre[3], mais aussi dans d'autres musées. Elle se trouvait dans l'aile sud du château, surélevée d'un étage vers 1545-1546. Elle est devenue aujourd'hui, l'aile Louis XV.

- La Salle de bal à Fontainebleau (1552-1556) dont la construction débuta sous François Ier, et fut achevée sous Henri II. Encore conservée de nos jours, elle consiste en une double loggia au premier étage entre la porte Dorée et la chapelle Saint-Saturnin. Elle a été peinte par Nicolò dell'Abate, sur des dessins du Primatice. Son programme iconographique, encore incomplètement expliqué, exalte l’Amour, l’Harmonie et la Concorde[3].

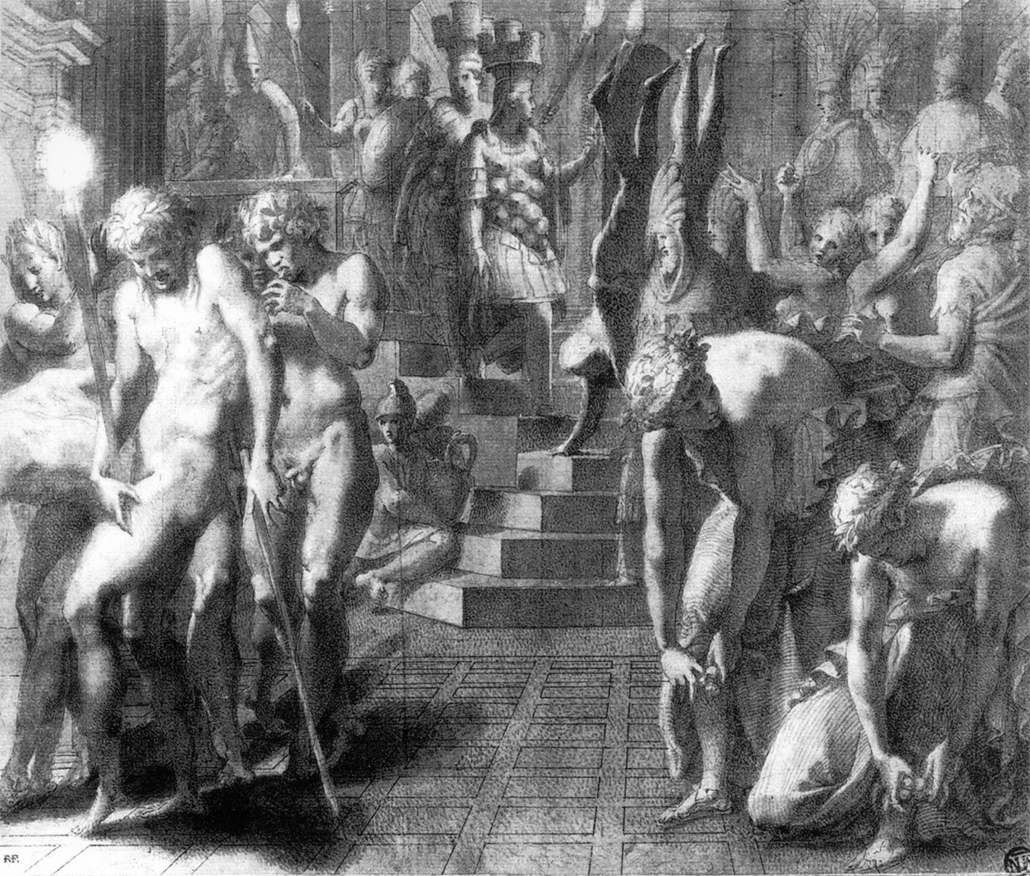
Mascarade Persepolis
Musée du Louvre

- La Chambre de la duchesse d'Étampes (peu avant 1570) est décorée par La Mascarade de Persépolis dont le dessin est conservé au musée du Louvre.

- La Chambre du Roi (1570[3] nouvellement décorée sous Charles IX, par Primatice qui en avait conçu le décor sous François Ier. Il fit de nouveaux dessins pour les grandes peintures représentant des sujets tirés non plus de l’histoire de Proserpine mais de l’Iliade et, en 1570, Nicolò dell’Abate fut payé pour leur réalisation. L’ancien décor fut pour le reste conservé. Les dessins préparatoires sont conservés au Musée du Louvre et au British Museum de Londres.

On retrouve également des dessins de statues, de Muses, de costumes pour les mascarades.

#### Dessins pour leChâteau d’Anet(1547-1553)
Aucun document n’atteste que Primatice a travaillé pour le château d’Anet, construit par Philibert Delorme pour la favorite d’Henri II, Diane de Poitiers. Mais un de ses dessins, annoté a annet (Phèdre et Hippolyte), est sans doute un projet pour les vitraux commandés au maître verrier Nicolas Beaurain en 1548. Une description de ceux-ci, écrite au XVIIIe siècle par un visiteur anonyme, mentionne la représentation de sujets rares, tels que la mort de Chioné, dont il existe – ce n’est sans doute pas un hasard – des dessins par Primatice. À Anet, le style de Primatice était également visible dans les anges porteurs de instruments de la Passion sculptés en bas-reliefs à la voûte de la chapelle (in situ) et dans le groupe de la Diane chasseresse qui surmontait l’une des fontaines (aujourd’hui au Louvre).

#### Les émaux des douze apôtres pour FrançoisIeret Henri II, 1546-1547[3].
En juillet 1547, peu après la mort de François Ier, le peintre Léonard Limosin livra à Saint-Germain-en-Laye douze apôtres peints en émail d’après des cartons en couleur de Michel Rochetel eux-mêmes faits d’après des dessins de Primatice (Étude de drapé pour saint Paul et Étude de drapé pour saint Thomas). Selon les souhaits de François Ier, dont les plaques émaillées portent le « F », ces douze apôtres auraient dû orner les douze pilastres de la chapelle Saint-Saturnin du château de Fontainebleau. Le nouveau roi, Henri II, en décida autrement et les fit placer dès 1552 dans des boiseries la chapelle du château d'Anet. Ils sont aujourd’hui au musée des beaux-arts de Chartres. Leurs cartons servirent pour la réalisation d’une seconde série non plus au chiffre de François Ier mais à celui de Henri II
- Étude de drapé pour saint Paul, sanguine, rehauts de blanc (oxydés), musée du Louvre
- Étude de drapé pour saint Thomas, sanguine, rehauts de blanc (oxydés), musée du Louvre

#### Le Tombeau deClaude de Lorraine, duc de Guise, et d’Antoinette de Bourbon-Vendôme
Veuve de Claude de Lorraine, Antoinette de Bourbon-Vendôme fit élever dans l’église collégiale Saint-Laurent de Joinville un monument funéraire pour son époux (décédé en 1550) et elle-même. Les dessins de l’ensemble et du détail des bas-reliefs furent fournis par Primatice. Les paiements aux sculpteurs Dominique Florentin et Jean Picart, dit Le Doux, deux collaborateurs réguliers de Primatice, datent de 1552.
L’ensemble a été démembré en 1792 mais l’aspect ancien du monument est connu par un dessin fait à la demande de l’érudit François-Roger Gaignères.

#### L'Hôtel de Guiseà Paris
Ce bâtiment est aujourd’hui pris dans l’ensemble des bâtiments des Archives nationales.
Primatice a eu la responsabilité des peintures des étuves et de celles de la chapelle dont il a remanié le gros-œuvre.
Il confie la réalisation de ces dernières à partir de ses dessins à Nicolò dell'Abate qui ne commença à y travailler qu’en janvier 1556.
Ce décor a été détruit sous l’époque napoléonienne.

## Thèmes particuliers traités

### L’Histoire de Cadmus, vers 1541-1544
Dix dessins et estampes témoignent du fait que Primatice a imaginé un cycle de l’histoire du fils du roi Agénor de Tyr, Cadmus, qui partit à la recherche de sa sœur, Europe, enlevé par Jupiter, et qui, lors de ses pérégrinations, fonda la ville de Thèbes en Béotie et épousa Harmonie, la fille de Mars et de Vénus.
Le style de ce cycle, dont on a imaginé qu’il pouvait orner une chambre au-dessus de la porte Dorée au château de Fontainebleau, est très proche de celui des compositions de la Chambre de la duchesse d’Étampes.

### LesMétamorphosesd’Ovide (gravées en 1545)
Des dessins illustrent différents passages des Métamorphoses d’Ovide.
La destination de ces compositions, qui formaient un cycle, demeure inconnue.
L’importance de l’architecture dans chacune des scènes a amené les spécialistes à envisager l’intervention ou l’influence d’un architecte, Serlio ou Vignole, mais on ne doit pas exclure une réalisation personnelle de Primatice.